# KK Proleter Zrenjanin
Der KK Proleter Zrenjanin (vollständiger offizieller Name auf Serbisch: Кошаркашки клуб Пролетер Зрењанин, Košarkaški klub Proleter Zrenjanin, deutsch Basketballklub Proleter Zrenjanin) ist ein serbischer Basketballverein aus Zrenjanin, der seit 2012 in der 2. serbischen Basketballliga spielt.

## Geschichte
Der 1947 gegründete Verein wurde zu einem der führenden Basketballclubs im ehemaligen Jugoslawien. Bereits 1948 wurde der Verein Vizemeister der 1. jugoslawischen Basketballliga. Diesen Erfolg konnte Proleter Zrenjanin 1952 und 1955 wiederholen, bevor er 1956 Meister wurde und dadurch die Serie von 10 Meisterschaftssiegen seitens Roter Stern Belgrad brach. In der darauffolgenden Saison verpasste der Verein mit dem 2. Platz die Titelverteidigung. Damit endete die erfolgreichste Periode der Vereinsgeschichte. Es folgten der Abstieg und eine längere Zeit in der 2. jugoslawischen Liga. Der Verein belegt in der ewigen Tabelle der 1. jugoslawischen Liga den 14. Platz. Erstklassig wurde Proleter Zrenjanin wieder 2009, als er durch den Meisterschaftssieg in die höchsten Basketballliga Serbiens (KLS) aufstieg. Dort spielte der Verein bis 2012. Seitdem ist er wieder zweitklassig.